# Yanzhen
Yanzhen (xinès simplificat: 雁阵, pinyin: Yànzhèn, literalment 'El vol de l'oca') és una pel·lícula d'animació xinesa, codirigida pel director de la divisió d'animació de l'estudi de cinema de Changchun, Zhong Quan, i per Wang Gang. Va ser estrenada el 1990, i segueix l'estil artístic de l'animació amb tinta.
La pel·lícula tracta d'unes oques que volen en formació, i finalitza tràgicament, en el que és una trama estranya en l'animació xinesa. La pel·lícula guanyà el premi a millor pel·lícula d'animació en l'edició del 1991 dels premis Jinji, i el de competició al festival d'Hiroshima del 1992.